# Ida B. Wells
Ida Bell Wells-Barnett, més coneguda com a Ida B. Wells, (Holly Springs, 16 de juliol de 1862 - Chicago, 25 de març de 1931), va ser una periodista, editora, sociòloga, sufragista i ecologista estatunidenca, una de les primeres líders del moviment afroamericà pels drets civils. Va ser una de les fundadores de la National Association for the Advancement of Colored People.
Nascuda a Holly Springs (Mississipi), va perdre els seus pares el 1878 a causa d'una epidèmia de febre groga i va anar a viure amb la seva àvia a Memphis, on va treballar de mestra. Durant la dècada de 1890 va documentar diversos casos de linxament d'afroamericans; demostrà que aquestes pràctiques s'aplicaven sobretot en estats del sud dels Estats Units com a forma de càstig i no com a resultat de processos criminals. Va crear diverses associacions per a la defensa dels drets de les dones i el sufragi femení, en les quals va participar de forma molt activa. Se'n destaca una gran capacitat oratòria, que desenvolupà en diverses conferències nacionals i internacionals durant anys.

## Els primers anys de vida
Ida Bell Wells va néixer a Holly Spring, Mississippi, el 16 de juliol de 1862. Va ser la primera filla de James Wells i Elizabeth “Lizzie” (Warrenton). El pare de James Wells era un home blanc que va deixar embarassada una esclava negra anomenada Peggy. Abans de morir, el pare de Wells el va portar, amb 18 anys a Holly Springs perquè fos aprenent de fuster, on va desenvolupar les seves habilitats i va treballar com a esclau contractat que vivia a la ciutat. L'experiència de Lizzie com a esclava va ser diferent. D'entre 10 nens nascuts en una plantació a Virgínia, Lizze va ser enviada lluny de la seva família i els seus germans; més tard intentà localitzar-los just després de la Guerra Civil però no tingué èxit.
El pare de Wells, James Wells, va esdevenir un administrador de Shaw College (ara anomenada Rust College). Es negava a votar pels candidats democràtics durant el període de Reconstrucció, esdevenint un membre de la Loyal League, i conegut com a “l'home de la raça” per estar tan involucrat en la política i compromès amb el Partit Republicà. Va fundar un pròsper negoci de fusteria a Holly Spring el 1867, i la seva dona Lizzie va esdevenir una “cuinera famosa”.
Ida B. Wells va ser una dels vuit fills que van tenir James i Lizzie Wells, inscrita en l'Escola Rust College de les arts liberals a Holly Spring, un dels col·legis i universitats històricament afroamericans. El setembre del 1878, la tragèdia va arribar a la família Wells quan els pares van morir per una epidèmia de febre groga que també va afectar un germà. Wells es trobava en aquell moment de visita a la granja de la seva àvia, a prop de Holly Spring, i es va salvar.
Després dels funerals dels seus pares i germà, els amics i familiars van decidir que els cinc fills restants havien de separar-se i ser enviats a diverses cases d'acollida. Wells es va resistir a aquesta solució. Per mantenir els seus germans junts com a família, va començar a treballar com a professora en una escola primària negra a Holly Springs. La seva àvia paterna, Peggy Wells, amb altres amics i familiars, es quedaven amb els seus germans i els cuidaven durant la setmana mentre Wells ensenyava.
Però quan Peggy Wells i la seva germana Eugènia van morir, Wells va acceptar la invitació de la seva tieta Fanny de portar les seves altres dues germanes a Memphis el 1883.

## Carrera i activisme antisegregació
Després de mudar-se a Memphis, Ida B. Wells va ser contractada a Woodstock pel sistema escolar de Shelby County. Durant les vacances d'estiu va assistir a les sessions estiuenques a la Universitat de Fisk, a Nashville. A més va assistir a Lemoyne-Owen College, a Memphis. Mantenia unes opinions polítiques molt fortes i va provocar a moltes persones amb la seva visió sobre els drets de les dones. Als 24 anys, va escriure “No començaré en aquest dia fent el que la meva ànima avorreix; buscant homes, criatures febles enganyoses, amb dilació per retenir-los com a acompanyants o per satisfer una venjança.”
El 4 de maig de 1884, un conductor de tren amb la Chesapeake & Ohio Railroad va ordenar a Wells que cedís el seu seient de primera classe i es mogués a la zona de fumadors, que ja estava plena amb altres passatgers. L'any anterior, la Cort Suprema havia governat contra els Actes dels Drets Civils del 1875 (que prohibien la discriminació racial en llocs públics). Aquest veredicte va donar suport a les companyies de ferrocarrils, que van escollir segregar racialment els seus passatgers. Quan Wells es va negar a perdre el seu seient, el conductor i dos homes més la van treure del vehicle. Wells va guanyar publicitat a Memphis quan va escriure un article per a The Living Way, un setmanal d'una església negra, sobre com l'havien tractat al tren. A Memphis va contractar un advocat afroamericà per demandar la companyia de ferrocarrils. Quan el seu advocat va ser subornat pels ferrocarrils, va contractar un advocat blanc. Va guanyar el cas el 24 de desembre de 1884 quan el tribunal de circuit local li va atorgar una compensació de 500 dòlars. La companyia de ferrocarrils va apel·lar a la Cort Suprema de Tennessee, que va revertir la sentència del tribunal inferior el 1887. S'hi incloïa “Pensem que és evident que el propòsit de l'acusat per error era assetjar l'objectiu d'aquest judici i que la seva persistència no era de bona fe per obtenir un seient còmode per a un viatge curt”. A Wells se li va demanar pagar els costos del judici. La seva reacció a les decisions del Tribunal Superior va revelar les seves grans conviccions sobre els drets civils i la fe religiosa, a la qual cosa ella va respondre: “Em vaig sentir molt decebuda perquè esperava coses tan grans de la meva demanda per a la meva gent… Oh Déu, no hi ha... justícia en aquesta terra per a nosaltres?”.
Mentre que continuava ensenyant a l'escola primària, Ida B. Wells va augmentar el seu activisme com a periodista i escriptora. Li van oferir un càrrec editorial per a Evening Star, a Washington D. C., i va començar a escriure articles setmanals per a The Living Way sota el pseudònim de “Lola”, amb el qual signava articles atacant les polítiques racistes de Jim Crow. Al 1889, va esdevenir editora i co-propietària amb J. L. Fleming de The Free Speech and Headlight, un diari e propietat negrae stabler tper reverend Taylor Nightingale i amb seu a l'església baptista de Beale Street, a Memphis.
Al 1891, Wells va ser acomiadada del seu treball com a professora per la Junta d'Educació de Memphis pels seus articles criticant les condicions a les escoles negres de la seva regió. Estava devastada i sense esperances, i va concentrar la seva energia a escriure articles per a The Living Way i Free Speech and Headlight.
Ida B. Wells va ser considerada una dona exitosa ben respectada arreu de la comunitat. Pertanyia a una classe mitjana que, en aquell temps era considerat una cosa estranya, especialment per a una dona negra.

## Campanya contra el linxament i periodisme d'investigació

### El linxament aThe Curve, Memphis
El 1889, un propietari negre anomenat Thomas Moss va obrir People’s Grocery al sud de Memphis, en un veïnat anomenat “The Curve”. Wells estava a prop de Moss i la seva família, després d'haver estat padrina del seu primer fill. La botiga de Moss funcionava i competia amb altres botigues de queviures de propietaris blancs situades al mateix carrer, com la de William Barrett.

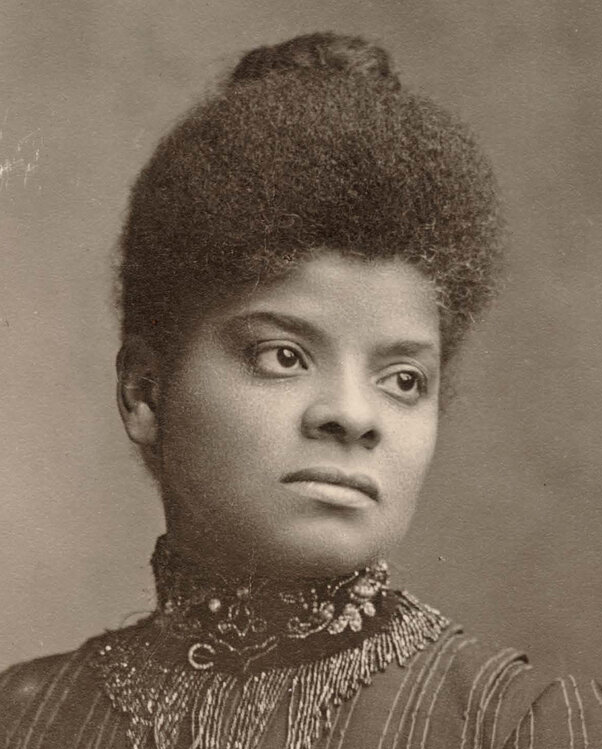
Wells vers el 1895.

El 2 de març de 1892, un nen negre anomenat Armour Harris estava jugant a bales amb un nen blanc anomenat Cornelius Hurst davant de People’s Grocery. Tots dos nens es van posar a discutir i barallar mentre jugaven. A mesura que Harris anava guanyant la baralla, el pare de Cornelius Hurst va intervenir i va començar a criticar l'altre. Els treballadors de People’s Grocery William Stewart i Calvin McDowell van veure la baralla i van sortir corrents a defensar el jove Harris de Hurst, a la vegada que la gent del veïnat s'aplegava amb el que es va convertir en una baralla racista.
El propietari Barnett va tornar l'endemà a People’s Grocery amb l'ajudant del xèrif Shelby County, que buscava William Stewart. Calvin McDowell, que va saludar a Barrett, va dir que Stewart no estava allà. Barrett va quedar insatisfet amb la resposta i estava frustrat perquè People’s Grocery hagués de competir amb aquesta tenda. Enfadat per la situació creada el dia anterior, Barrett va dir que “els negres eren lladres”, disparant a McDowell amb una pistola. McDowell va agafar-li l'arma i va disparar a Barnett.
El 5 de març de 1892, un grup de sis homes blancs incloent l'ajudant del xèrif, van anar a People’s Grocery. El grup va ser rebutjat per una bomba de bales de People’s Grocery, i Charly Cole, l'ajudant del xèrif del comtat, va ser ferit, així com el civil Bob Harold. Un centenar de blancs van delegar immediatament per acabar allò que els diaris locals van percebre com una rebel·lió armada per homes negres a la ciutat.
Thomas Moss, a més de ser propietari de People’s Grocery, va ser anomenat conspirador, juntament amb McDowell i Stewart. Els tres homes van ser arrestats i empresonats pendents de judicis.
Al voltant de les 2:30 de la matinada del 9 de març de 1892, 75 homes que portaven màscares negres van agafar Moss, McDowell i Stewart de les cel·les a un pati de ferrocarrils de Chesapeake i Ohio, i els van matar a trets. Abans de morir, Moss va dir a la mobilització: “Dieu a la meva gent de l'oest, aquí no hi ha justícia”.
Després del linxament dels seus amics, Wells va escriure a Free Speech and Headlight demanant als negres que marxessin tots de Memphis.”Només hi ha, per tant, una cosa pendent de fer; estalvieu i marxeu d'aquesta ciutat, on no protegiran ni les nostres vides ni les nostres propietats, ni ens donaran un judici just als tribunals, i en canvi ens treuen al carrer per matar-nos a sang freda quan les persones blanques ens acusen”.
L'esdeveniment va portar Ida B. Wells a començar a investigar els linxaments fent servir tècniques d'investigació periodística. Va començar a entrevistar persones relacionades amb els linxaments, incloent el linxament a Tunica, Mississippi, quan ella va concloure que el pare d'una noia blanca havia demanat linxament per a un home negre que dormia amb ella “per salvar la reputació de la seva filla”.
El maig de 1892, Wells va publicar una editorial sostenint el que ella anomenava “la vella mentida que els homes negres violen a les dones blanques. Si els homes del sud no són prudents, es pot arribar a una conclusió que perjudiqui molt la reputació moral de les seves dones”. L'oficina de diaris de Wells va ser cremada completament, i ella mai més tornaria a Memphis.

### Els horrors del Sud i The Red Record
El 26 d'octubre de 1892, Wells va començar a publicar la seva investigació sobre els linxaments en un fulletó titulat Southern Horrors: Lynch Law in All Its Phases. Havent examinat moltes comptes sobre linxaments a causa de la suposada “violació de les dones blanques”, va concloure que els sudistes utilitzaven la violació com una excusa per als linxaments: progrés econòmic negre, que va amenaçava la competència amb les sudistes blanques, a més d'idees blanques de forçar la segona classe negre en la societat. El progrés econòmic negre va ser un problema contemporani al Sud, i molts estats blancs van treballar per suprimir el progrés negre. A finals de segle, els estats del Sud, començant per Mississippi al 1890, van aprovar lleis i/o noves constitucions per desanimar la majoria de la gent negra i moltes persones blanques pobres amb l'ús d'impostos sobre sondejos, proves d'alfabetització i altres recursos. Wells-Barnett va recomanar que la gent negre utilitzés les armes per defensar-se contra el linxament.
Va seguir amb més investigacions i detalla a The Red Record (1895), un fulletó de 100 pàgines on describia el linxament als Estats Units des de la Proclamació de l'Emancipació al 1863. També parlava del patiment de les persones negres al Sud des de la Guerra Civil. The Red Record explorava les alarmants taxes elevades de linxament als Estats Units (que se situava al cim des de 1880 a 1930). Wells-Barnett va dir que durant la Reconstrucció, molts americans de fora del Sud no es van assabentar de l'increment de la taxa de violació contra les persones negres al Sud. Ella pensava que durant l'esclavisme, les persones blanques no havien comès tants atacs pel gran valor econòmic que tenien els esclaus. Wells va notar que, des de l'esclavisme, “10.000 negres havien estat matats a sang freda sense el dret a un judici formal i una execució legal”.
Frederick Douglass va escriure un article tenint en compte tres àrees del “barbarisme del Sud” i les excuses que els blancs utilitzaven a cada període.
Wells-Barnett va explorarles amb detall a The Red Record:
Durant l'esclavisme, va observar que els blancs treballaven per “reprimir i assenyalar als revolucionaris racials” o sospita de rebel·lions d'esclaus, on usualment mataven a persones negres en proporcions majors que a persones blanques. Un cop va acabar la Guerra Civil, la gent blanca li tenia por a la gent negre, que es trobaven en la majoria de les àrees. Les persones blanques van actuar per controlar-los i reprimir-los amb violència.
Durant l'Era de Reconstrucció, les persones blanques linxaven a les persones negres com a part dels esforços de la multitud per suprimir l'activitat política negra i restablir la supremacia blanca després de la guerra. Temien la “dominació negra” a través de la votació i presa de possessió. Wells-Barnett va instar a les persones negres en zones d'alt risc a traslladar-se lluny per protegir les seves famílies.
Va observar que els blancs normalment reclamaven que els homes negres havien “de ser assassinats per venjar els seus atacs contra les dones”. També va anotar que les persones blanques assumien que qualsevol relació entre una dona blanca i un home negre era resultat d'una violació. Però, per relacions de poder, era molt més comú pels homes blancs aprofitar-se sexualment de dones negres pobres. Wells va declarar: “Ningú d'aquesta comunitat creu la vella mentida que els homes negres violen les dones blanques”. Connecta els linxaments amb la violència sexual, ensenyant com el mite de la luxúria dels homes per les dones blanques va portar a assassinar els homes afroamericans.
Wells-Barnett va donar 14 pàgines d'estadístiques relacionades amb casos de linxaments produïts des de 1892 fins a 1895; també va incloure pàgines amb gràfics detallant, específicament, els linxaments. Explica que treu la informació d'articles de corresponsals blancs, oficines de premsa blanca, i diaris blancs. The Red Record va ser un gran fulletó, i va tenir un abast i una influència molt important en el debat sobre els linxaments. Southern Horrors: Lynch Law in All Its Phases i les comptes de The Red Record sobre els linxaments van cridar l'atenció dels nordistes, que sabien molt poc sobre els linxaments o acceptaven l'explicació comú de que els homes negres es mereixien aquest destí. Generalment, els estats del Sud i  els jurats blancs es negaven a acusar els autors de linxament, tot i que eren coneguts i a vegades mostrats en fotografies d'alguns esdeveniments.
Tot i que l'intent de Wells-Barnett per aconseguir suport envers els americans blancs contra el linxament, ella creia que la seva campanya podria no anul·lar els interessos econòmics que els blancs tenien utilitzant els linxaments com un instrument per mantenir als sudistes en ordre i descoratjar les empreses econòmiques negres. Finalment, Wells-Barnett va concloure que apel·lar a la raó i la compassió no aconseguiria eliminar la criminalització del linxament pels blancs del Sud.
Wells-Barnett va concloure que potser la resistència armada era l'única defensa contra el linxament. Mentrestant, va estendre que els seus esforços per guanyar suport en nacions on predominava el poder blanc, com ara Anglaterra, van ser per avergonyir i sancionar les pràctiques racistes d'Amèrica.

### Conferències a Gran Bretanya
Wells va viatjar dues vegades a Gran Bretanya en la seva campanya contra els linxaments, la primera vegada al 1893 i la segona al 1894. Ella i els seus seguidors americans van veure aquestes conferències com una oportunitat perquè ella arribés més lluny, audiència blanca amb la seva campanya anti-linxament, cosa que havia estat incapaç d'aconseguir a Amèrica. Va trobar un públic agradable a Gran Bretanya, ja impactat pels informes de linxament a Amèrica.
Wells va ser convidada per a la seva primera conferència a Gran Bretanya per Catherine Impey i Isabella Fyvie Mayo. Impey, una abolicionista quàquer que va publicar la revista Anti-Caste, va atendre a diverses lectures de Wells quan viatjava a Amèrica. Mayo era una escriptora i poeta molt coneguda que va escriure sota el nom d'Edward Garrett. Les dues dones havien llegit sobre el linxament especialment horrible de Henry Smith a Texas i van voler organitzar unes conferències per cridar l'atenció sobre els linxaments americans. Van preguntar a Frederick Douglass si podia fer el viatge, però donada la seva edat i la seva salut, ho va rebutjar. Després va suggerir a Wells, que va acceptar la invitació molt entusiasmadament.
Al 1894, abans de marxar dels Estats Units per a la segona visita a Gran Bretanya, Wells va trucar a William Penn Nixon, l'editor de Daily Inter-Ocean, un diari republicà de Chicago. Va ser l'únic diari blanc que va denunciar, de forma persistent, els linxaments. Després que ella parlés amb Nixon sobre les seves conferències, ell li va preguntar si volia escriure per al diari mentre era a Anglaterra. Va ser la primera dona afroamericana a ser una corresponsal pagada d'un diari blanc important.
Wells va viatjar per Anglaterra, Escòcia i Gal·les durant dos mesos, adreçant-se a milers de persones i fent una croada moral entre els britànics. En la seva primera conferència es va basar, en gran manera, en el fulletó Southern Horror, i va ensenyar fotografies impactants dels linxaments actuals a Amèrica. El 17 de maig de 1894. va parlar a Birmingham a la Young Men's Assemblee Christian i al Central Hall, quedant-se al Edgbaston al 66 de Gough Road.
Com a resultat dels seus recorreguts per conferències a Gran Bretanya, va rebre una cobertura significativa a la premsa britànica i americana. Molts dels seus articles publicats en el moment en què ella tornava van ser crítiques personals hostils, enlloc de reportatges sobre la seva posició envers els linxaments. The New York Times, per exemple, va anomenar-la “una mulata calúmnia i desagradable”. Malgrat els atacs a la premsa blanca, Wells va guanyar un reconeixement i una credibilitat extensos, i un públic internacional que donava suport a la seva causa.

## Matrimoni i familia

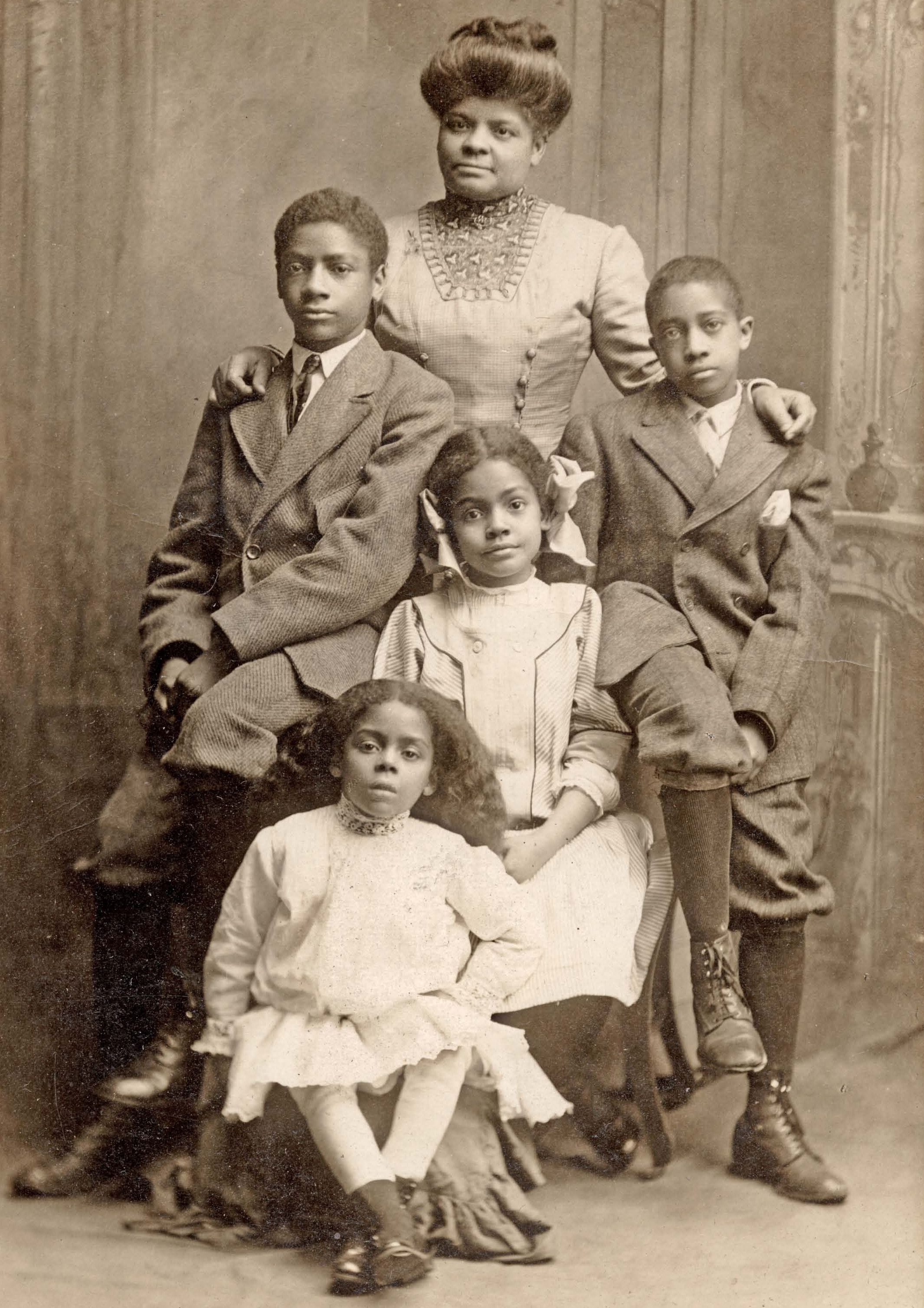
Wells amb els seus fills el 1909.

Al 1895, Wells es va casar amb l'advocat Ferdinand L. Barnett, vidu amb dos fills, Ferdinand i Albert. Destacant com a advocat, Barnett va ser un activista dels drets civils i un periodista a Chicago. Com Wells, va parlar àmpliament en contra dels linxament i pels drets civils dels afroamericans. Wells i Barnett es van conèixer el 1893, treballant junts en un fulletó protestant la falta de la representación negra al World's Columbian Exposition a Chicago el 1893. Barnett va fundar el Chicago Conservator, el primer diaria negre a Chicago, el 1878. Wells va començar a escriure per al diari al 1893, més tard va adquirir una participació parcial, i després de casar-se amb Barnett, va assumir el rol d'editora.
El matrimoni de Barnett i Wells va ser una unió legal alhora que una associació d'idees i accions. Els dos eren periodistes i activistes amb un compromís compartit amb els drets civils. En una entrevista, la filla de Wells, Alfreda, va dir que tots dos tenien “interessos similars” i que les seves carreres periodístiques estaven “entrellaçades”. Aquest tipus de relació de treball tan propera entre dona i marit era inusual en aquella època, atès que les dones normalment tenien rols domèstics més tradicionals en el matrimoni.
Quant als dos fills de Barnett anteriors al seu altre matrimoni, la parella en va tenir quatre més: Charles, Herman, Ida i Alfreda. Al capítol de l'autobiografia Crusade For Justice anomenat “A Divided Duty”, Wells va descriure la dificultat que va tenir repartint-se el temps entre la família i el treball. Va continuar treballant després de tenir el seu primer fill, viatjant i portant a Charles amb ella. Tot i que intentava equilibrar els rols com a mare i com a activista nacional, no sempre s'ensortia. Susan B. Anthony deia que semblava “distreta”.

## Lideratge afroamericà
Frederick Douglass es va sentir elogiat pel treball de Wells, donant-li suport de forma financera per les seves investigacions. Quan Douglass mor al 1895, Wells es trobava en un punt de notorietat, però eren molts homes i dones els que nom estaven d'acord amb què una dona prengués el control del lideratge sobre els drets civils dels negres, atès que era una època on les dones nom eren bonament vistes com a líders.
En perspectiva d'altres líders com ara Booker T. Washington i W.E.B Dubois, Wells era vista com a massa radical. Sovint va col·laborar amb elles, però també van estar en desacord en molts aspectes, alhora que competien per adquirir més atenció per les seves idees.

## Organització a Chicago
Un cop va instaurar-se a Chicago, Ida Wells va continuar treballant sobre els linxaments, però es va centrar més en els drets civils dels afroamericans.

### World's Columbian Exposition
Aquesta va ser creada a Chicago el 1893. Amb altres líders afroamericans. com Frederick Douglass, Wells va organitzar una exposició per l'exclusió dels afroamericans. Varen escriure seccions en el fulletó The Reason Why: The Colored American is Not in the World's Columbian Exposition, on es va exposar tot el procés dels afroamericans des que van arribar a Amèrica fins a les bases del linxament del sud.
Més tard, van sortir a la llum còpies del fulletó, concretament 20.000 d'elles i, aquell mateix any, Wells va començar a treballar amb The Chicago Conservator, el diari afroamericà més antic de la ciutat.

### El Club de les Dones
Al 1893, Ida va organitzar The Women's Era Club, el primer club afroamericà de les dones de Chicago. Al 1894 va ajudar a fundar dos clubs, encarregats d'una nova llei què donava dret a votar a les dones en algunes oficines nacionals i estatals. A més, Wells va ajudar a organitzar la República del Club de les Dones a Illinois. Conseqüentment. també va formar part d'un grup de dones que van formar el Club del Sufragi Alfa per animar a les dones a participar en les polítiques de Chicago. A nivell nacional, Wells va organitzar grups afroamericans per tots Estats Units, treballant alhora en aquests amb Josephine St. Pierre Ruffin, Harriet Tubman, Mary Church Terrell i moltes més per formar el National Association of Colored Women's Clubs i el National Afro American Council.
Ida Wells va rebre molt suport per part d'altres activistes i pel seu propi club de dones. Tot i així, ha estat una figura disputada en clubs de dones nacionals i locals. Aquesta apreciació va ser evident quan, al 1899 la National Association of Colored Women's Club va intentar fer una trobada a Chicago, on els organitzadors de l'esdeveniment van aclarir que no cooperarien en el meeting si Wells estava inclosa. Quan Wells es va assabentar, va descriure-ho com un cop impressionant (“a staggering blow”).

### Segregació escolar
Al 1900, Wells estava indignada per la publicació d'una sèrie d'articles del Chicago Tribune, que suggerien l'adopció del sistema de segregació racial a les escoles públiques. Donat la seva experiència com a professora en sistemes de segregació del sud, va escriure-li al editor de l'article sobre les escoles que feien ús del sistema de segregació, i de l'èxit de la integració de les escoles públiques. A més, va afegir a Jane Adams en la seva causa, creditant per parar l'adopció del sistema oficial de les escoles segregades.

## Sufragi

### Controvèrsia de Willard
El rol de Wells en el moviment del sufragi als Estats Units estava inextricablement relacionat de forma permanent amb el racisme, la violència i la discriminació envers els afroamericans. La seva visió sobre l'emissió de les dones era pragmàtica i política. Com tots els sufragistes, ella creia en els dret a votar de les dones, però alhora veia l'emissió com una forma de que les dones negres estiguessin políticament involucrades en les seves comunitats i utilitzar els seus vots per escollir afroamericans, sense importar el gènere, per influir en les oficines polítiques.

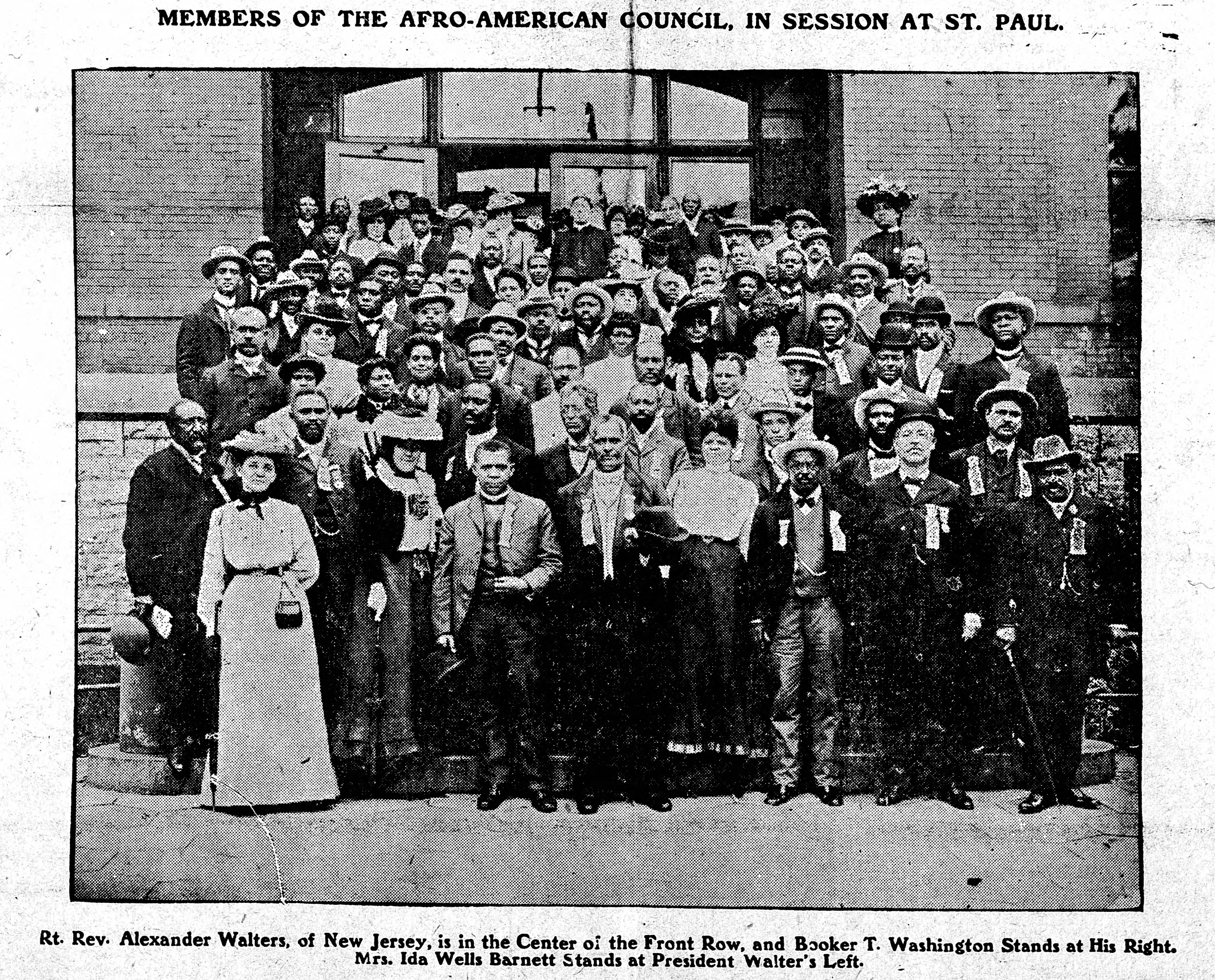
Membres del Consell Afroamericà el 1902. Wells és la quarta persona de davant de tot, començant per la dreta.

Com a prominent sufragista, Wells tenia posicions molt fortes en quant al racisme, la violència i el linxament que la van portar a un conflicte amb els líders de les organitzacions de sufragi blanc. Tot i que el exemple més notori d'aquest conflicte va ser el seu gran desacord públic amb Frances Willard, el primer president de Woman's Christian Temperance Union (WCTU).
El WCTU era una organització predominant de dones blanques, amb sucursals a cada estat i amb un creixent nombre de membres. Amb arrels en la crida a la temperància i la sobrietat, l'organització va esdevenir, més tard, una poderosa defensora del sufragi als Estats Units.
Al 1893, Wells i Willard van viatjar separadament a Gran Bretaña per fer conferències. Willard promocionant la temperància alhora que el sufragi per les dones, i Wells cridava l'atenció als linxaments als Estats Units. Les bases de les seves disputes van ser les declaracions públiques de Wells sobre el linxament, on Willard romania en silenci. Ella es referia a l'entrevista que Willard va fer durant la gira pel Sud d'Amèrica, on ella culpava el comportament dels afroamericans o la derrota de la legislació sobre la temperància.
Tot i que Willard i la seva prominent simpatitzant Lady Somerset atempten amb limitar la cobertura de la premsa sobre els comentaris de Wells, els diaris de Gran Bretanya van proporcionar detalls de la disputa.
Wells també va dedicar un capítol al 1895 del seu folletó A Red Record per juxtaposar les diferents posicions que ella i Willard tenien. Va titular el capítol Miss Willard's Attitude, condemnant a Willard per utilitzar la retòrica que ella creia que promovia la violència i altres crims cap als afroamericans d'Amèrica.

### El Club del Sufragi Alfa
Els anys següents a la disputa amb Willard, Wells continuava amb la campanya Anti-Linxament i l'organització a Chicago. Es va centrar en el seu treball sobre el sufragi de les dones negres a la ciutat, seguint la promulgació d'una nova llei estatal habilitant el sufragi parcial de dones. La Llei del sufragi presidencial i municipal d'Illinois de 1913 va donar a les dones de l'estat el dret de votar per electors presidencials, alcalde, regidors i molts altres funcionaris locals; però no per al gobernador, representants estatals o membres del Congrés. Illinois va ser el primer estat a l'Est del Mississippi de donar a les dones el dret tipus de drets.
Aquest acte va ser l'ìmpetu per Wells i les seva companya blanca Belle Squiere organitzar el Alpha Suffrage Club a Chicago al 1913. El Club de Sufragi Alfa, una de les organitzacions més importants de Chicago va ser fundada per fomentar el dret a vot de les dones, per ensenyar a les dones blanques com participar en assumptes cívics i com treballar per escollir a afroamericans com a funcionaris de la ciutat. Dos anys després de la seva fundació, el club va adoptar un rol significant en l'elecció d'Oscar Depriest com al primer conseller afroamericà a Chicago.
Alhora que Wells i Squire estaven organitzant the Alpha Club, l'Associació Nacional Americana de Sufragi de la Dona (NAWSA) estava organitzant una desfilada de sufragi a Washington D.C. Marxant el dia abans la inauguració de Woodrow Wilson el 1913, sufragistes de tot el país es van reunir per demandar el sufragi universal. Wells, juntament amb una delegació de membres de Chicago, hi va assistir. El dia de la marxa, el cap de la delegació d'Illinois va dir als delegats de Wells que la NASWA volia “mantenir totalment blanca la delegació.” i tots els sufragistes afroamericans, incloent Wells, van caminar fins al final de la desfilada en una “delegació de colors”. En comptes d'anar endarrere amb altres afroamericans, Wells va esperar amb altres espectadors mentre la desfilada estava en marxa, entrant a la delegació blanca de Chicago mentre passaven.

## De revolucionària de la raça a candidata política

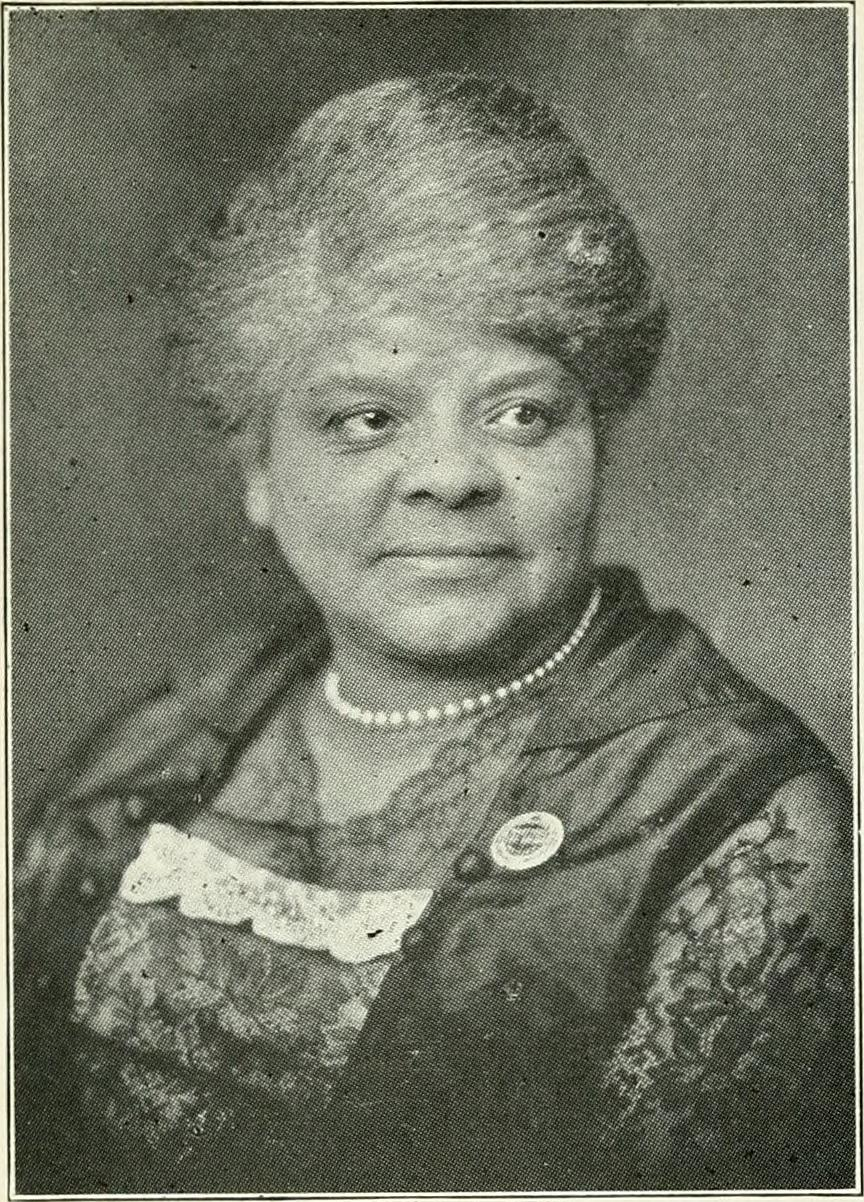
Ida Wells en una imatge de 1922.

Durant la Primera Guerra Mundial, el govern dels EUA va posar Wells sota vigilància, etiquetant-la com una perillosa revolucionària de la raça. Va desafiar aquest tractament amb un continu treball sobre els drets civils durant aquest període amb figures com Marcus Garvey, Monroe Trotter i Madam C. J. Walker. Al 1917, va escriure una serie de reportatges d'investigació per al Chicago Defender als disturbis de la raça de l'Est, St. Louis.
Després de gairebé 30 anys, al 1921,  va fer el seu primer viatge de volta al Sud per investigar i publicar un reportatge sobre la masacre racial Elaine a Arkansas (publicat el 1922). Als anys 20, va participar en la lluita pels drets laborals dels afroamericans, instant organitzacions de dones negres que ven l'organització del treball Brotherhood of Sleeping Car Porters, ja que intenta guanyar legitimitat. Al 1930, Wells va buscar funcionaris electors que funcionessin de forma independent per a un lloc en el Senat d'Illinois.

## La influència en l'activisme del femenisme negre
Tot i que no es considerava una escriptora feminista, Wells-Barnett va intentar explicar que la defensa de l'honor de les dones blanques va permetre als homes blancs del Sud a sortir-se amb la seva protegint la seva pròpia història sobre violència sexual a homes negres. La seva crida per totes races i gèneres va ensenyar a les dones afroamericanes que podien alçar la seva veu i lluitar pels seus drets. Retratant els horrors del linxament, va treballar per ensenyar que la discriminació racial i de gènere estaven relacionades, fomentant la causa del feminisme negre.

## Autobiografia i mort
Wells va començar a escriure la seva autobiografia, Creuada per a la Justícia (1928), però mai la va acabar; seria pòstumament publicada i editada per la seva filla Alfreda, al 1970 com a Creuada per a la Justícia: l'Autobiografia d'Ida B. Wells.
Wells va morire de urèmia (insuficiència renal) a Chicago el 25 de març de 1931 amb 68 anys. Va ser enterrada al Cementiri d'Oak Woods a Chicago.

## Obres més rellevants

### Southern Horrors: Lynch Law In All Its Phases (1892)

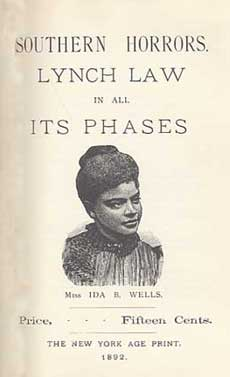
Coberta del llibre Southern Horors del 1892.

Horroritzada i indignada pel creixent nombre d'assassinats per part dels blancs als negres del Sud des de l'inici de la Reconstrucció, i per la manca de voluntat dels governs locals, estatals i federals per processar els responsables, Ida B. Wells-Barnett escriure Southern Horrors, un fulletó on exposa l'horrible realitat dels linxaments a la resta de la nació, i també del món.
Explica, a través d'un estudi del cas, com la incapacitat del govern federal per intervenir va permetre als estats del Sud que els negres desapareguessin lentament i efectivament de participar com a homes i dones lliure en una Amèrica després de la Guerra Civil amb els drets i les oportunitats garantides per tots els nord-americans en la Constitució.

### The Red Record (1895)
A l'estat de posguerra del Sud, el linxament va ser un fet molt comú, comès tan sovint que la majoria dels polítics i líders van fer com qui no ho veu. Aquesta forma viciosa de “justícia” vigilant va ser, en realitat una justificació racista poc velada per a la violència assassina. Només al 1892, més de 200 afroamericans van ser linxats, amb presumptes delictes que van des d”intent d'enverinament” fins a “insultar a blancs”.
The Red Record explica aquestes escenes de brutalitat amb estadístiques clares i objectives, que parlen per si mateixes dels fets horrorosos. Juntament amb el recompte, l'autora Ida B. Wells descriu les aparicions reals dels linxaments, i enumera les racionalitzacions estàndard per a aquests assassinats extrajudicials. La seva intenció original per al fulletó era la vergonya i el xoc, que va canviar a una visió apàtica i pública de la situació.

### Crusade For Justice: Autobiography of Ida B. Wells (1991)
A Creuada per a la Justícia: l'autobiografia d'Ida B. Wells, l'autora documenta les seves lluites individuals, els seus assoliments i les seves principals activitats per promoure la igualtat entre les dones i els afroamericans. Aquestes vivències expressades per Ida proporcionen una revisió crítica de les relacions racials i sexuals nord-americanes del moment. Però no només va observar l'escena nord-americana, sinó que també va ser popular en el moviment de dones i dels drets civils afroamericans.
No obstant, aquesta biografia no va poder ser acabada per Ida, sinó que va estar la seva filla Alfreda Duster que va ajudar a omplir moltes peces que faltaven per a la publicació, que va ser gairebé quatre dècades després de la mort de la seva mare.

### Mob Rule in New Orleans
Immediatament després de la barbàrie a l'Estat de Geòrgia a l'abril de l'any anterior a la publicació del llibre, on més d'una dotzena de persones de color va morir, Ida Wells publicà un informe complet que mostrava que Sam Hose, que va ser cremat viu, mai no va cometre un assalt criminal.
La història de la Multitud a Nova Orleans va recórrer els carrers dia i nit, buscant homes i dones de colors a qui van batre, disparar i matar per voluntat pròpia. En aquest relat utilitza informe gràfics de New Orleans Picayune, on es defensa la llei i on Ida condemna el treball infame de la multitud.
A causa de la determinació d'aquesta llei i l'ordre adoptats per aquests grans diaris i de la valenta acció dels millors ciutadans de Nova Orleans, es van reunir amb el suport de les autoritats cíviques, impedint que una matança de persones de color fos contemplada a la ciutat.

### The Memphis Diary of Ida B. Wells (1995)
Tot i no tenir la intenció de ser publicat i no ser tan rigorós com les seves altres obres, el diari d'Ida Wells va acabar sortint a la llum. En aquest, la protagonista narra la seva gran insatissfacció al llarg de la seva vida.
La majoria de les entrades se centren en els problemes quotidians del dia a dia, on en moltes d'elles reflecteix els problemes d'una noia adolescent de mitjan segle xix, com ara el casament. En aquella època, les noies ja començaven a casar-se, però no era el cas de Wells, que estava molt més centrada en els problemes d'actualitat, cosa que no li permetia fixar-se en altres qüestions.
També parla de les seves altres passions, com l'òpera o el teatre, on va estar involucrada (recitals, que la van ajudar a desenvolupar-se millor en públic); però principalment tracta temes de gran importància com els inconvenients en l'educació per als afroamericans en una societat segregada o els linxaments produïts a l'època.

### The Light of Truth: Writing of an Anti-Lynching Crusade
En aquesta obra, la croada anti-linxament de Wells cobra vida. A través de grans anàlisis socials, exposa els linxaments com a part d'un gran marc de subjugación on les persones blanques utilitzaven la violència com a tàctica deliberada per combatre el progrés econòmic negre al Sud dels Estats Units.
Wells va tenir un reconeixement internacional per la seva investigació periodística, portant-la a organitzar conferències pels estats del Nord i d'Europa, on va reunir suport contra el linxament. Va acabar establint-se com a advocada per a la justícia social i la dignitat humana, combinant evidència irrefutable amb un atractiu emocional profundament personal.

## Llegat i honors
Desde la mort de Wells i amb l'augment a meitats de segle de l'activisme dels drets civils, l'interès per la seva vida i el seu llegat han incrementat. Alguns premis han estat establerts al seu nom per la National Association of Black Journalists, el Medill School of Journalists a la Universitat de Northwestern, el Coordinating Council for Women in History, el Investigative Fund, la Universitat de Louisville, i la New York Country Lawyers' Association entre moltes altres. La Fundació Commemorativa d'Ida B. Wells i el Museu d'Ida B. Wells han estat també establerts per protegir, preservar i promoure el llegat de Wells. A la seva ciutat d'origen, Holly Springs, Mississippi hi ha un Museu Ida B. Wells-Barnett en honor dels seus actes com un centre cultural de la història afroamericana.
Al 1941, l'Administració d'Obres Públiques (PWA) va construir un projecte d'habitatge públic del Chicago Housing Authority al barri de Bronzeville, al sud de Chicago anomenat Ida B. Wells Homes en honor seu. Els edificis van ser demolits a l'agost de 2011 per dades demogràfics i les idees sobre aquest tipus d'habitatge.
Al 1988, va ser induïda a la National Women's Hall of Fame. L'agost d'aquell mateix any, també va ser induïda al Chicago Literaty Hall of Fame pels seus escrits. El 16 de juliol de 2015, que hauria celebrat els seus 153 anys, Wells va ser honrada amb un Google Doodle.
El 8 de març de 2018, el New York Times va publicar un obituari extraordinari per ella, en una sèrie que marcà el Dia Internacional de la Dona titulat “Overlooked” on es va proposar remeiar el fet que des de 1851, les seves pàgines necrològiques han estat dominat per homes blancs, mentre que les dones importants - incloent Wells, Charlotte Brontë, Emily Warren Roebling, Sylvia Plath, Madhubala, Henrietta Lacks, Nella Larsen, Diane Arbus, i d'altres - han estat ignorades.
Al 2018, el National Memorial for Peace and Justice va obrir; inclou un reflex espacional dedicat a Wells, una selecció de cites seves, i una pedra inscrita amb el seu nom. El juliol del 2018, el Consell de la ciutat de Chicago va reanomenar oficialment el Congrés Parkway a Ida B. Wells Drive; el seu primer carrer del centre de Chicago anomenat per una dona de color. El monument de Wells a Chicago estava planejat per ser començat al 2018, després que les organitzacions comunitàries augmentessin 300.000 dòlars per crear-lo.
El Extra Mile National Monument a Washington D.C. va seleccionar a Wells com una de les seves 37 honrades. El Extra Mile paga l'homenatge d'americans com Wells, que van deixar de banda el seu propi interès personal per ajudar els altres i que van aconseguir un canvi social positius als Estats Units.
El 12 de febrer de 2019, una placa blava proporcionada per la Nubian Jak Community Trust es va donar a conéixer al Edgbaston Community Centre a Birmingham, Anglaterra, commemorant la seva estada en una casa durant les seves conferències per les Illes Britàniques, el 1893.

## Representació en altres mitjans
El 1995, la obra La Persecució de la Justícia: obra d'una sola dona sobre Ida B. Wells, escrita per Wendy Jones, va ser produïda per Janice Jenkins. Es dibuixen els incidents i les conferències de l'autobiografia de Wells, i compta amb lletres de ficció a una amiga. Va guanyar quatre premis d'AUDELCO (Audience Development Committee Inc.), una organització que honoritza el teatre negre.
El 1999, una lectura escènica de l'obra La Carta de Lola, escrita per Michon Boston va ser realitzada a la Universitat de Howard a Washington D.C sota la direcció de Vera J. Katz i incloent després a l'estudiant Chadwick Boseman (Black Panther) en el repartiment. L'obra estava inspirada en els esdeveniments reals que van obligar a Ida B. Wells amb 29 anys a llançar una croada anti-linxament des de Memphis al 1892 utilitzant el seu diari, Free Speech. La Carta de Lola va ser publicada a l'antologia Un Fruit Estrany: Obra sobre el Linxament de les Dones Americanes, editat per Judith L. Stephens i Kathy A. Perkins (Indiana University Press, 1998).
La seva vida és el tema d'Estrella Constant (2002), un drama musical de Tazewell Thompson que ha estat realitzat àmpliament. L'obra explora a Wells com una figura seminal a Amèrica després de la post-reconstrucció.
Al 2016, el llibre i la pel·lícula de Hillary Dinesh D'Souza, Carol Swain, professora negra de dret de la Universitat Vanderbitt, explica la història de Wells lluitant als linxaments i desafiant al president Woodrow Wilson sobre les seves administracions de segregació racial de la força laboral federal.